# Wassyl Awramenko

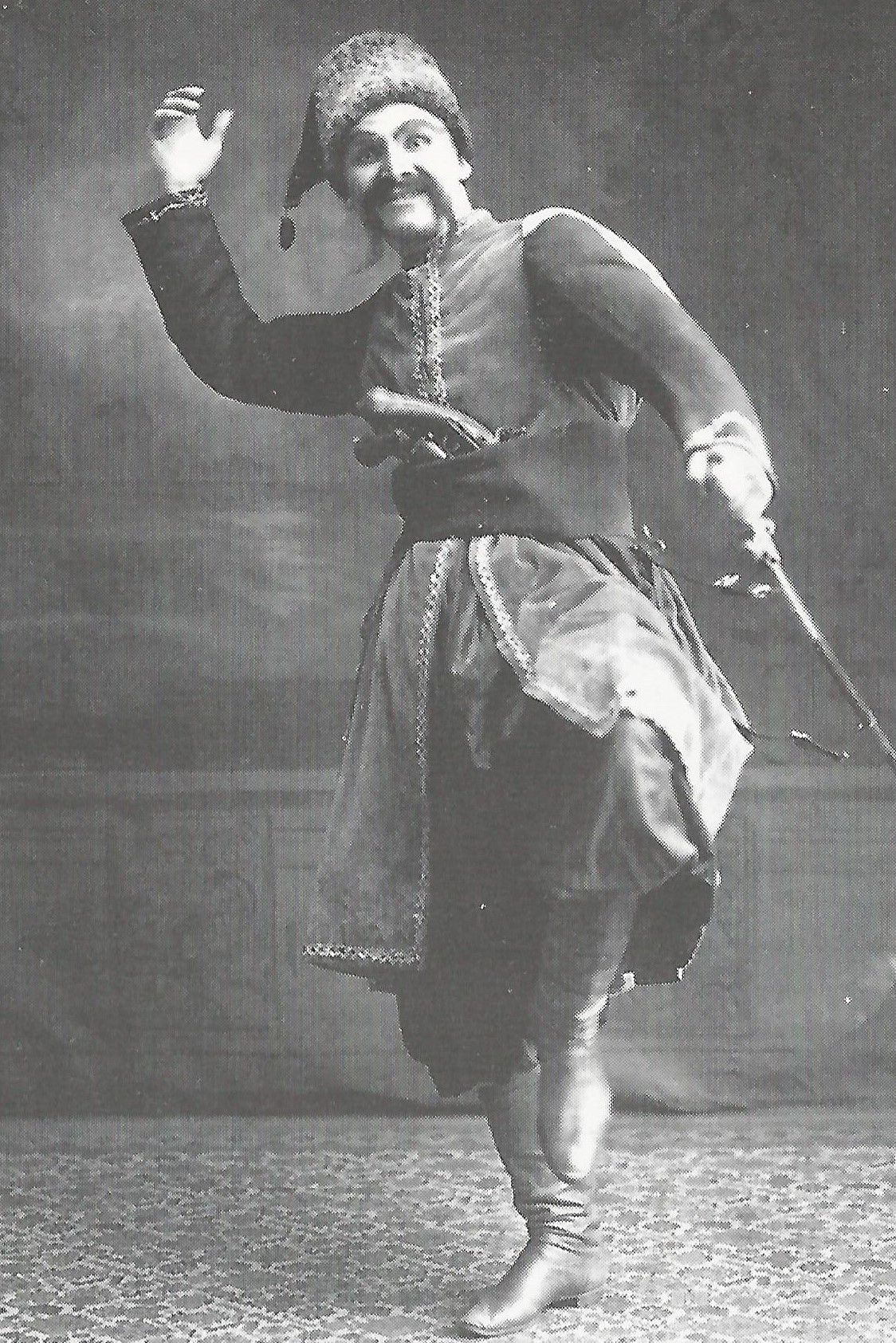
Wassyl Awramenko, als Iwan Gonta verkleidet (1922)

Wassyl Kyrylowytsch Awramenko (ukrainisch Василь Кирилович Авраменко, * 22. März 1895 in Stebliw, Gouvernement Kiew, Russisches Kaiserreich; † 6. Mai 1981 in New York City) war ein ukrainisch-US-amerikanischer Choreograf, Tänzer, Schauspieler und Filmproduzent. In Nordamerika gilt er als Vater des ukrainischen Tanzes.

## Prägende Jahre
Wassyl Awramenkos Eltern arbeiteten in der Landwirtschaft. Als Kind interessierte er sich für Geschichten über Kosakenaufstände. Er war während seiner gesamten Jugend als Gelegenheitsarbeiter tätig. Ungefähr 1910 begab er sich in die Region Amur, wo bereits seine Brüder hingereist waren, um dort Arbeit zu finden. 1912 sah er die Operette Natalka Poltawka, die ihn an seine Heimat erinnerte und in ihm zum ersten Mal ein ukrainisches Nationalbewusstsein hervorrief. Er bereitete sich auf eine Zertifizierung als Dorfgrundschullehrer vor. 1915 schloss er Lehrerprüfungen an einem Männergymnasium in Wladiwostok ab. Ein paar Wochen später wurde er wegen des Ersten Weltkriegs in die Kaiserlich Russischen Armee eingezogen und dem 4. Schweren Artillerieregiment zugewiesen. Nach zwei Monaten Grundausbildung wurde er aufgrund seiner Lehrerzertifizierung zur Militärschule für Fähnriche in Irkutsk geschickt. Nach dem Abschluss wurde er dem 35. Sibirischen Infanterieregiment in Tjumen zugewiesen und rückte mit dieser Einheit bis zur Ostfront vor. Er wurde im Einsatz verletzt und trat einer Militärschauspieltruppe in Minsk bei.
Nach Beginn der Februarrevolution 1917 nahm Awramenko im März 1917 als Soldatendelegierter an einem Treffen in Minsk teil, das vom ukrainischen sozialdemokratischen Aktivisten Symon Petljura einberufen wurde. Auf dem Treffen wurde beschlossen, einen lokalen ukrainischen Rat zu gründen. In den nächsten Monaten wurde ihm die Aufgabe übertragen, einen ukrainischen Rat in Orscha zu organisieren und im Juni 1917 nahm er am Zweiten Allukrainischen Militärkongress in Kiew teil, dessen Anwesende delegiert wurden,  die Jugend im Gouvernement Kiew zu mobilisieren. Laut Awramenko besuchte er im Sommer 1917 Petljura, der inzwischen Generalsekretär für militärische Angelegenheiten der Zentralna Rada geworden war, um die Wiederaufnahme seines Militärdienstes zu bitten. Stattdessen sagte ihm der Generalsekretär, der Awramenko möglicherweise auf der Bühne in Minsk gesehen hatte, dass er als Künstler mehr für die Ukraine tun könne als Soldat. Mit Ljudmyla Staryzka-Tschernjachiwskas Hilfe fand Petljura für ihn einen Platz in der Musik- und Schauspielschule Mykola Lyssenko.

## Karriere in Europa
Awramenko besuchte Vorlesungen von Mykola Sadowskyj, Dmytro Antonowytsch, Ljudmyla Staryzka-Tschernjachiwska und dem Choreografen Wassyl Werchowynez. Von nun an beschäftigte Awramenko sich mit ukrainischem Volkstanz,
dessen Choreografie und der Aufführung auf der Bühne. Er arbeitete als Schauspieler in Sadowskyjs Theater. Nach dem Beginn von Kampfhandlungen mit der Roten und Weißen Armee infolge von Pawlo Skoropadskyjs Sturz diente Awramenko in der zentralen Telegrafenverwaltung der Ukrainischen Volksrepublik (UNR). 1919 war er in einigen westukrainischen Theatern tätig. Als die Regierung der UNR sich im Winter 1919 bis 1920 nach Westen zurückzog, blieb Awramenko in der Sowjetukraine und arbeitete mit umherziehenden Schauspieltruppen. Da die Bolschewiki mehrere seiner Bekannten hingerichtet haben entschied er sich, westwärts in das polnisch kontrollierte Ostgalizien zu ziehen. Er landete in einem Internierungslager in Kalisz. Diese Lager wurden nach Ende des Polnisch-Sowjetischen Krieges für die Militärangehörigen der UNR errichtet, die sich nach Polen zurückgezogen hatten. Im Februar 1921 gründete Awramenko in Kalisz eine ukrainische Volkstanzschule. Das war die erste von über 100 Volkstanzschulen, die er in den nächsten zwanzig Jahren in Europa und Nordamerika gründen würde. Ungefähr 100 Soldaten, Offiziere, deren Ehefrauen, und Kinder traten seiner ersten Schule bei. Im Frühling und Sommer fanden mehrere Bühnendarbietungen statt, zu deren Publikum unter anderen auch Symon Petljura und Józef Piłsudski gehörten.
Als sein Tanz und seine Lehrtätigkeit Anerkennung fanden, war Awramenko bestrebt, den ukrainischen Volkstanz bekannt zu machen, den er sowohl als Kunstform als auch als Propagandawaffe ansah, und hoffte, von den polnischen Behörden die Erlaubnis für eine Tournee durch das ukrainisch bevölkerte Ostgalizien und Wolhynien zu erhalten. In der Zwischenzeit versammelte er eine Tanzgruppe und begab sich auf eine Tournee durch mehrere polnische Städte. Auf Einladung einer amerikanischen YMCA-Mission, die seine Tanzschule in Kalisz gefilmt hatte, besuchte sein Ensemble auch die Industriestadt Łódź und Ostrów Wielkopolski. Nachdem die Erlaubnis, durch die ukrainisch bevölkerten Gebiete Polens zu touren, verweigert wurde und die Lagerbehörden beschlossen, die Tanzschule aufzulösen, verließ Awramenko Kalisz und zog nach Krakau, wo ihm ein Orchester einen Vertrag anbot, als Solokünstler in Kabaretts aufzutreten.
Im Frühling 1922 zog er nach Lwiw um. Dort erlangte er nach mehreren Auftritten Berühmtheit unter der ukrainischen Bevölkerung. Awramenko und seine Truppe wurden von 1922 bis 1924 von den polnischen Behörden sechs Mal verhaftet, da sie ein Problem damit hatten, dass er unter der ukrainischen Bevölkerung nationalistische Gefühle stimulierte. Zwischen Dezember 1922 und Juli 1923 gaben Awramenko und seine Truppe 65 Auftritte und organisierten Tanzschulen in ukrainisch bevölkerten Städten. In jedem Zentrum wurden die Schulen im örtlichen Gebäude der Proswita eingerichtet. Sie zogen etwa 40 bis 100 Schülerinnen und Schüler an und arbeiteten auch nach seiner Abreise unter der Leitung lokaler Lehrerinnen und Lehrer, die von Awramenko ausgebildet worden waren, weiter. Der Höhepunkt der meisten Aufführungen war Awramenkos frenetischer Solotanz Gonta, der Iwan Gonta feierte, den als Märtyrer angesehenen Anführer des Kolijiwschtschyna-Aufstands. Bei einem Auftritt im Februar 1923 in Luzk brachte Awramenko seinen Solotanz Hore Israjilija (Wehe Israels) zur Uraufführung um zu demonstrieren, dass die Ukrainer die Notlage der Juden verstanden, weil sie eine ähnliche historische Erfahrung hatten.
Im August 1924 wurde Awramenko auf Befehl des Polizeichefs von Lwiw verhaftet. Er wurde freigelassen, nachdem vorgeschlagen wurde, dass er als geheimer Polizeiagent arbeiten sollte. Im Oktober 1924 schleusten seine Freunde ihn in die Tschechoslowakei ein. Er gründete eine ukrainische Tanzschule in Josefov und traf sich mit prominenten ukrainischen Emigrantinnen und Emigranten wie Jewhen Tschykalenko, Sofija Rusowa und Olena Teliha. Pawlo Krat, ein ukrainisch-kanadischer Missionar, bat um die Erlaubnis, Awramenkos Tanzschule zu filmen. Aufgrund von finanziellen Problemen beschloss er, in Amerika weiterzuarbeiten. Er wartete in Deutschland auf ein kanadisches Visum. Währenddessen gründete er einen ukrainischen Tanzkurs in Delmenhorst und gab einen letzten Auftritt am 28. November 1925, der mehrere Tage später in der örtlichen Zeitung rezipiert wurde. Im Dezember erreichte er per Schiff Kanada.

## Karriere in Nordamerika
Awramenko wohnte ab Dezember 1925 in Toronto. Die ersten Tanzschulen in Südontario wurden im Januar 1926 gegründet. An den Kursen nahmen Ukrainerinnen und Ukrainer aller politischen und religiösen Überzeugungen teil, darunter auch die Kinder vieler einflussreicher und gut vernetzter Gemeindevorsteher. Dazu gehörten die Töchter von Pawlo Krat und Theodore Humeniuk, Torontos einzigem ukrainischen Anwalt und führendem ukrainisch-orthodoxen Laienaktivisten. Krat war ein enger Bekannter und Mitarbeiter der Dichterin und Journalistin Florence Randal Livesay, deren 1916 veröffentlichte Songs of Ukraina and Ruthenian Poems (Lieder der Ukraine und Ruthenische Gedichte) die erste nordamerikanische Übersetzung ukrainischer Dichtung gewesen war. Sieben Wochen nach Eröffnung seiner ersten Schule traten seine Schülerinnen und Schüler im Standard Theatre in Toronto vor 1600 Zuschauerinnen und Zuschauern auf.
Anfang 1927 eröffnete er weitere Tanzschulen in Winnipeg. Prominente ukrainisch-kanadische Gemeindevorsteher aller Glaubensrichtungen und mehrere Nicht-Ukrainer, darunter Lehrer und Administratoren öffentlicher Schulen, die über die Einführung von Volkstanzkursen in den Lehrplan nachdachten, besuchten Awramenko. Am 30. April traten er und seine Truppe vor 3000 Zuschauerinnen und Zuschauern im Amphitheater von Winnipeg auf, einem Veranstaltungsort, der normalerweise für Hockeysport und politische Kongresse reserviert war. Seine längste Tour in Kanada fand von September bis Dezember 1927 statt. Im März 1928 veröffentlichten Awramenko und seine Kollegen einen fünfzigseitigen Bildband mit dem Titel Ukrajinski narodni tanzi (Ukrainische Volkstänze) in dem alle von Awramenko gelehrten Tänze beschrieben wurden. Awramenko war zu einer Art Phänomen in der ukrainisch-kanadischen Gemeinschaft geworden. Er war das Vorbild von Gemeindevorstehern und ein Beispiel dafür, wie die Volkskunst dazu genutzt werden konnte, die ukrainische Identität zu bewahren und die Gemeinschaft zu mobilisieren und zu fördern.

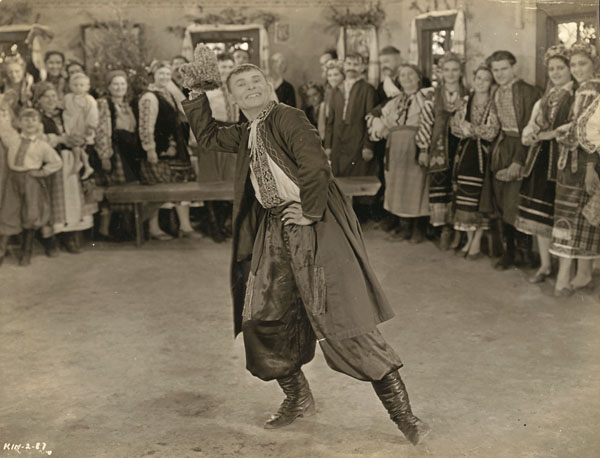
Awramenko im Film Natalka Poltavka (1937)

Im April 1928 lud ein ukrainisches Frauenkomitee in Chicago Awramenko ein, bei der dortigen Frauenweltausstellung aufzutreten. Mehrere Wochen nach dem Auftritt zog er nach Hamtramck. Er gab Tanzunterricht für bis zu 130 Schülerinnen und Schüler in Detroit. Im Dezember 1928 zog er nach New York City um. Er lehrte in Tanzschulen in den gesamten Vereinigten Staaten. Am 25. April 1931 traten er und rund 500 Tänzerinnen und Tänzer und 100 Sängerinnen und Sänger in der Metropolitan Opera auf. Ein ähnlicher Auftritt fand 1932 in der Lyric Opera of Chicago statt. Sie traten in diesem Jahr auch zur Feier von George Washingtons 200. Geburtstag in der Academy of Music auf. 1933 trat er auf der Ausstellung A Century of Progress in Chicago und 1935 vor Eleanor Roosevelt im Weißen Haus in Washington, D.C. auf.
1936 gründete er in New York sein eigenes Filmstudio namens Avramenko Film Productions, in dem Filme, die auf ukrainischen Bühnenwerken basieren, produziert wurden. Zu seinen Werken gehören Adaptionen von Natalka Poltawka (1937) und Der Saporoger an der Donau (1939). Natalka Poltavka wurde zusammen mit Edgar G. Ulmer produziert. Awramenko sammelte für die Produktion Spenden in Höhe von 18.000 $ in Kanada und den USA. Das war der erste ukrainischsprachige Film, der in den USA produziert wurde.
Bis in die 1950er Jahre trat Awramenko auch in Europa, Australien, und Israel auf. Seit den frühen 1970er Jahren sind seine Tanzarrangements neueren Choreografien von Tanzleitern aus dem ganzen Land gewichen. Er starb 1981 in New York. Dort wurde die V. Avramenko-Foundation gegründet, um sein Erbe zu bewahren. 1991 fand in Kiew eine Ausstellung über Awramenko mit dem Titel S ukrajinskym tanzem po switu (Mit ukrainischem Tanz um die Welt) statt. Im Mai 1993 wurde sein Leichnam zu seinem Geburtsort Stebliw geschickt und dort beigesetzt.

## Filmografie
- Natalka Poltavka (1937)
- Marusia (1938)
- Zaporozhets za Dunayem (1939)
- The Tragedy of Carpatho-Ukraine (1940)